# Ted Jacobson
Theodore A. Jacobson, más conocido como Ted Jacobson (27 de noviembre de 1954) es un físico teórico estadounidense conocido por su trabajo en la conexión entre gravedad y termodinámica. En particular, en 1995 Jacobson demostró que las ecuaciones de campo de Einstein que describen la gravedad relativista pueden derivarse de consideraciones termodinámicas.
Jacobson es profesor de física en el Centro de Física Fundamental de la Universidad de Maryland. Más recientemente, su trabajo se ha centrado en el problema de la energía oscura y la expansión cósmica.